# Жонсьник-Майдан
Жонсьник-Майдан (пол. Rząśnik-Majdan) — село в Польщі, у гміні Вонсево Островського повіту Мазовецького воєводства.
Населення — 85 осіб (2011).
У 1975-1998 роках село належало до Остроленцького воєводства.

## Демографія
Демографічна структура станом на 31 березня 2011 року:
|          | Загалом | Допрацездатний вік | Працездатний вік | Постпрацездатний вік |
| -------- | ------- | ------------------ | ---------------- | -------------------- |
| Чоловіки | 38      | 10                 | 24               | 4                    |
| Жінки    | 47      | 11                 | 21               | 15                   |
| Разом    | 85      | 21                 | 45               | 19                   |